# Banderole

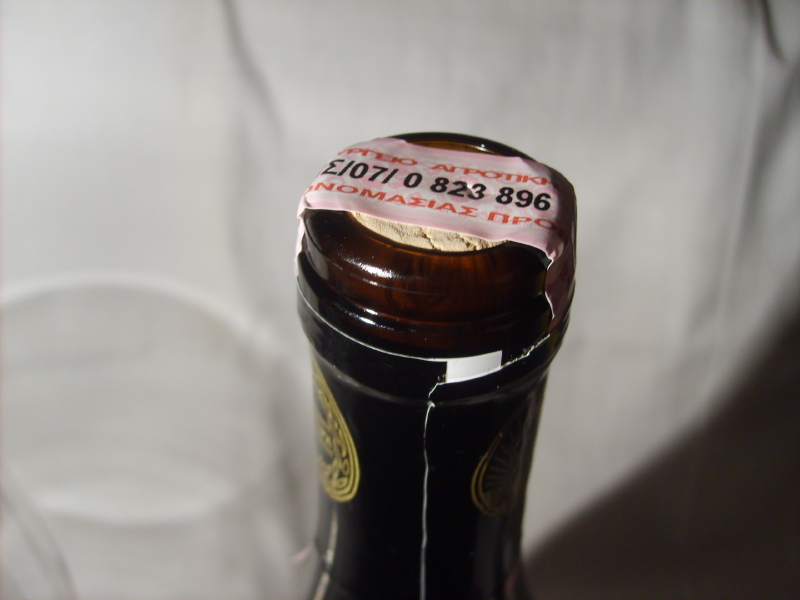
Banderole als Qualitätssiegel auf einer griechischen Weinflasche

Unter einer Banderole (französisch für „kleines Banner“) wurde ursprünglich
ein kleines Banner verstanden, das das Herrschaftsgebiet eines Adligen oder die Zugehörigkeit zu dessen Gefolge kennzeichnete.
Außerdem wurde der Begriff für ein amtliches Verschlusszeichen in Form eines Siegels oder einer Plombe verwendet.

## Verwendung

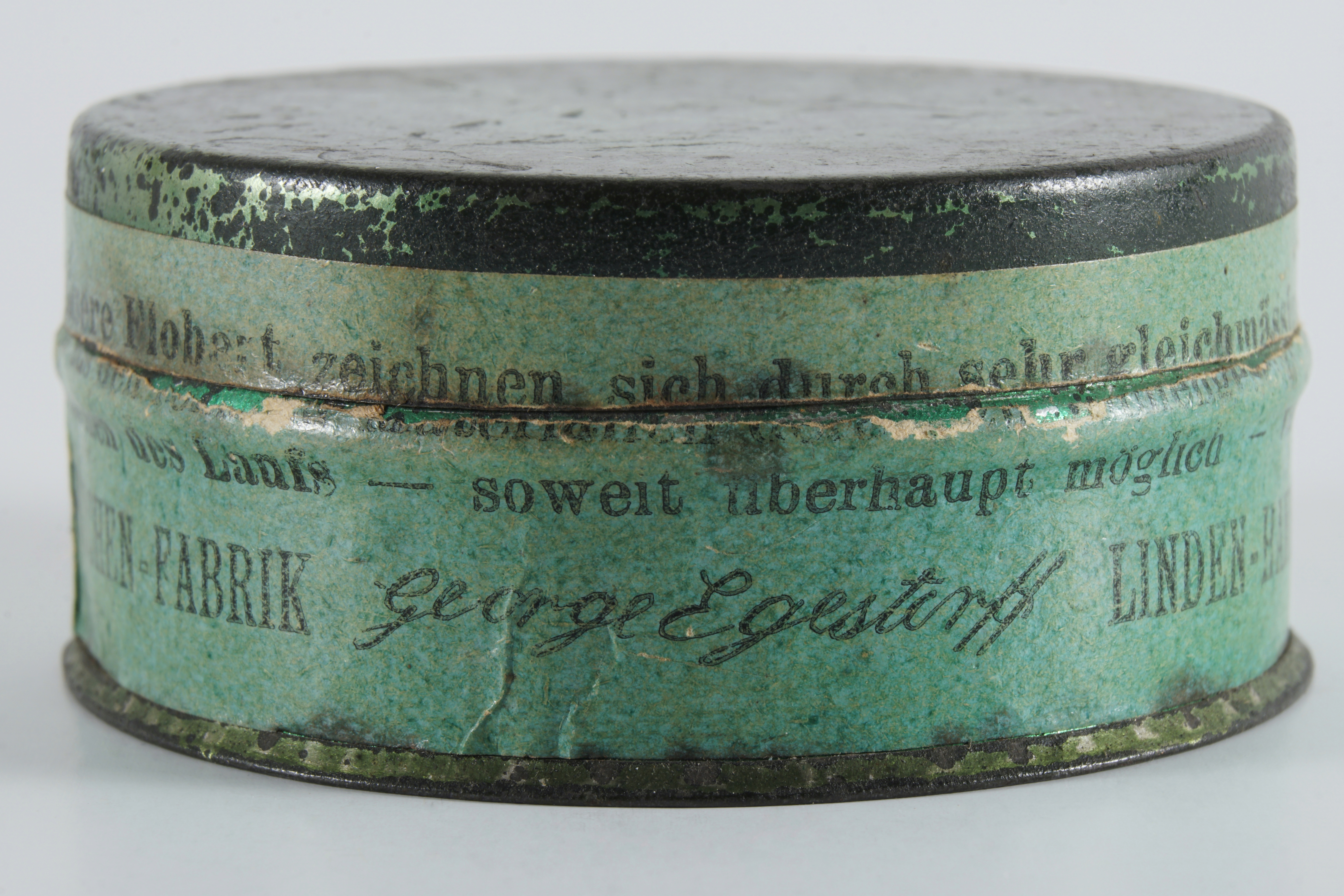
Faksimilierte Unterschrift des Industriellen Georg Egestorff auf der Papierbanderole einer Blechdose der späteren Lindener Zündhütchen- und Tonwarenfabrik; 19. Jahrhundert

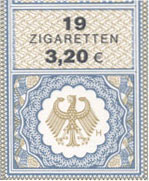
Teil eines Deutschen Tabaksteuerzeichens

Zigarren-Banderole einer Quintero

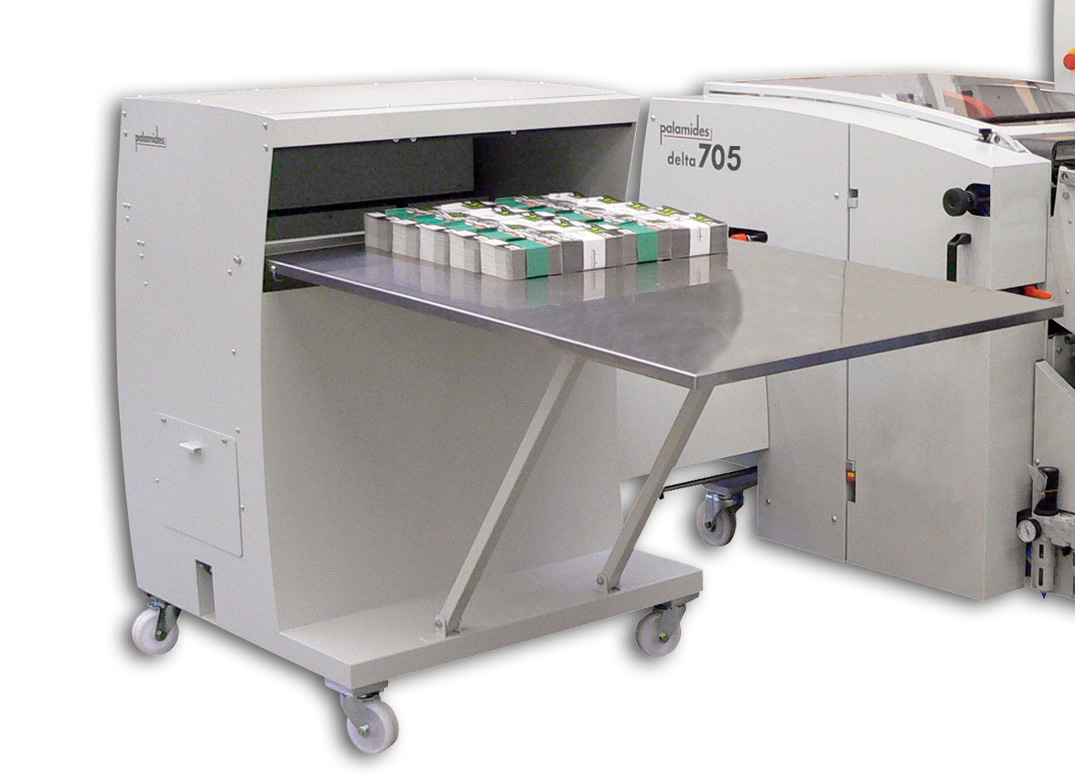
Druckstapel mit Banderolen gebunden auf Auslagentisch

Aufgrund seiner Bedeutung als Verschlusszeichen wurde der Begriff ab dem 19. Jahrhundert für Papier- oder Plastikfolienbänder, die Produkte umspannen und zur Verpackung des Produktes gehören oder diese umschließen, verwendet. In seiner ursprünglichen Form des Siegels dient es heute bei Zigarettenschachteln und Zigarrenkisten zur Darstellung der Steuermarke und des Preisaufdruckes. In Deutschland lautet die amtliche Bezeichnung nicht Steuerbanderole, sondern Steuerzeichen.
Auch manche Flaschen, vor allem mit Alkoholika, werden mit einer Banderole versehen. So wird der Verschluss mit der Flasche verbunden.
In seiner Bedeutung als Fahne wird die Banderole häufig für Werbung oder Produktinformationen genutzt.
Die Bauchbinde einer Zigarre wird in der Fachsprache als Banderole bezeichnet; es handelt sich hier aber meist nicht um ein Siegel der Steuerbehörden.
Banknotenbündel werden von Geldscheinbanderolen zusammengehalten.
Druckstapelbündel werden mit einer Banderole (aus Papier oder Kunststoff bestehend) stabilisiert, wodurch die Pakete schneller abgesetzt werden können. Das Banderolieren steht dabei allerdings nicht im Vordergrund, sondern ist nur Mittel zum Zweck: Eine Person kann die gesamte Falzanlage bedienen – auch bei sehr hohem Output.
Bei Produktion in mehreren Nutzen können verschiedene Banderolen verwendet werden. Zur besseren Unterscheidung der Produkte.